# Belgische Streitkräfte in Deutschland

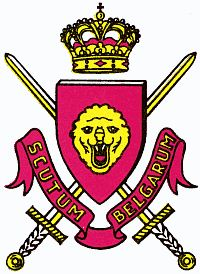
Wappen der Belgischen Streitkräfte in Deutschland

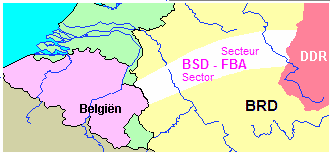
Sektor der Belgischen Streitkräfte in Deutschland während des Kalten Krieges

Bis 2002 waren Belgische Streitkräfte in Deutschland (BSD) stationiert.

## 1918 bis 1929 (Rheinlandbesetzung)
Eine Armée belge d’occupation gab es bereits von 1918 bis 1929 im Rahmen der Alliierten Rheinlandbesetzung nach dem Ersten Weltkrieg. Die belgischen Besatzungsstreitkräfte waren als Armee mit dem Führungsstab in Aachen organisiert und trugen die französische Bezeichnung Armée d’Occupation (AO), niederländisch Bezettingsleger (BL). Befehlshaber war zunächst Generalleutnant Michel, sodann ab 1921 Generalleutnant Louis Ruquoy. Der Armeestab führte zwei Korps, denen zunächst jeweils eine Division im besetzten Rheinland und eine zweite Division in Belgien unterstellt waren:
- II Corps d’Armée in Antwerpen
  - 8e Division d’Infanterie in Aachen (1921 Mönchengladbach)
  - 2e Division d’Infanterie in Berchem (Antwerpen)
- III Corps d’Armée in Lüttich
  - 9e Division d’Infanterie in Krefeld
  - 3e Division d’Infanterie in Lüttich

1923 wurde das Besatzungsheer reorganisiert. Die 9. Infanteriedivision wurde durch die 4. Infanteriedivision ersetzt und diese nach Aachen zurückverlegt. Der Korpsstab des III. Armeekorps in Lüttich fungierte zugleich als Führungsstab AO/BL:
- III Corps d’Armée in Lüttich, zugleich AO/BL
  - 8e Division d’Infanterie in Aachen
  - 4e Division d’Infanterie in Krefeld

Nach der gemeinsam mit Frankreich durchgeführten Ruhrbesetzung, bei der General Louis Ruquoy als Befehlshaber der alliierten Truppen in den Brückenköpfen Düsseldorf und Duisburg-Ruhrort fungierte, wurde ab 1924 das Besatzungsheer um die Hälfte reduziert; es verblieb lediglich die 4. Infanteriedivision in Aachen, dem Korpsstab in Lüttich unterstellt. Gemeinsam mit Frankreich wurde die Alliierte Besetzung des Rheinlands 1929 beendet.
Die nachstehende Tabelle zeigt die Garnisonen der belgischen Einheiten und Verbände im Rheinland 1918 – 1929. Die offiziellen belgischen Abkürzungen lauten:
- AO Armée d’Occupation
- BL Bezettingsleger
- Btl Bataillon / Bataljon
- CA Corps d’Armée / Legerkorps
- Ch Chasseurs à Pied / Jagers
- Cie Compagnie / Compagnie
- Div Inf Division d‘Infanterie / Divisie Infanterie
- Li Régiment de Ligne / Linie Regiment

| Verband / Einheit | 1918/19–1921                      | 1921–1923/24                   | 1923/24–1929                    |
| ----------------- | --------------------------------- | ------------------------------ | ------------------------------- |
| AO/BL III CA      | Aachen                            | Aachen                         | Lüttich                         |
| 8e Div Inf        | Aachen                            | Mönchengladbach                |                                 |
| 7 Li              | Geilenkirchen                     | Aachen                         | Aachen                          |
| 1 Cie/7 Li        |                                   | Monschau                       | Monschau                        |
| 16 Li             | Aachen                            |                                |                                 |
| 17 Li             | Neuss                             |                                |                                 |
| 8 Li              |                                   | Mönchengladbach                | Jülich                          |
| Btl/8 Li          |                                   | Mönchengladbach                | Mönchengladbach                 |
| Btl/8 Li          |                                   | Geilenkirchen (Camp de Dinant) | Geilenkirchen (Kamp van Dinant) |
| Btl/8 Li          |                                   | Erkelenz                       | Erkelenz                        |
| 1 Li              |                                   | Neuss                          | Geilenkirchen                   |
| Btl/1 Li          |                                   | Neuss                          | Geilenkirchen                   |
| Btl/1 Li          |                                   | Düsseldorf-Heerdt              | Geilenkirchen                   |
| Btl/1 Li          |                                   | Dormagen (Rhein-Kreis Neuss)   | Geilenkirchen                   |
| 9e Div Inf        | Krefeld                           | Krefeld                        |                                 |
| 4e Div Inf        |                                   |                                | Aachen                          |
| 14 Li             | Krefeld                           | Krefeld                        |                                 |
| 4 Ch              | Geldern                           | Geldern                        |                                 |
| Btl/4 Ch          | Geldern                           | Geldern                        |                                 |
| Btl/4 Ch          | Issum (Kreis Kleve)               | Issum                          |                                 |
| Btl/4 Ch          | Wesel-Büderich                    | Büderich                       |                                 |
| 1 Ch              | Moers                             | Moers                          |                                 |
| Btl/1 Ch          | Duisburg-Baerl (Camp Ramskapelle) | Baerl (Kamp Ramskapelle)       |                                 |
| Btl/1 Ch          | Duisburg-Hochfeld                 | Hochfeld                       |                                 |
| Btl/1 Ch          | Duisburg-Homberg                  | Homberg                        |                                 |

## 1945 bis 1956 (Besatzungsarmee)

Belgischer Sektor zwischen 1946 und 1955 innerhalb der britischen Besatzungszone

Nach dem Zweiten Weltkrieg marschierten am 15. Mai 1945 als erste belgische Truppen Teile der Brigade Piron als Hilfskräfte im Auftrag der britischen Besatzungsarmee in Deutschland ein. Die „Belgischen Streitkräfte in Deutschland“ (nl. Belgische Strijdkrachten in Duitsland (BSD), frz. Forces Belges en Allemagne (FBA)), im Wesentlichen das I. Corps, wurden am südlichen Rand der britischen Besatzungszone auf einem Gebiet Nordrhein-Westfalens und Hessens zwischen Aachen und Kassel stationiert. Der „Belgische Korridor“ umfasste auch nördliche Teile von Hessen (Raum Kassel) und reichte somit hinein in die ehemalige amerikanische Besatzungszone, die 1947 mit der britischen Besatzungszone zur Bizone zusammengeschlossen wurde.
Das Hauptquartier wurde am 25. Oktober 1946 in Lüdenscheid eingerichtet, zog aber im Oktober 1948 nach Bonn (Hauptquartier im Palais Schaumburg, weitere Quartiere in Troilokaserne und Schloss Deichmannsaue) um, bevor es diese Stadt aufgrund der Ausweisung als besatzungsfreie Zone bis zum 31. Oktober 1949 wieder räumen musste und Bonn zum vorläufigen Regierungssitz bestimmt wurde. Es verlegte seinen Sitz im November 1949 in die Kaserne Haelen, die ehemalige Etzelkaserne der Wehrmacht, in Köln-Junkersdorf. Garnisonen gab es unter anderem auch in Aachen, Bad Arolsen (Antoine-Kaserne), Büren, Düren (Panzer-Kaserne), Eschweiler, Euskirchen, Kassel (Lüttich-Kaserne/De Gete-Kaserne und Artillerie-Kaserne/Noordvaart-Kaserne), Köln, Lüdenscheid, Rheinbach (Tomburg-Kaserne), Siegen, Soest, Werl, Arnsberg (Jägerkaserne), Neheim und Troisdorf-Spich. Kommandeur der BSD war ab Dezember 1946 General Jean-Baptiste Piron, nach welchem auch die 1. Infanteriebrigade Brigade Piron genannt wurde.
Anfang der 1950er Jahre wurde das zuvor strenge Fraternisierungsverbot aufgehoben. Im Jahr 1951 wurde in Lüdenscheid die erste, per Sondererlaubnis der Militärbehörden genehmigte Ehe zwischen einem belgischen Soldaten und einer Deutschen geschlossen. Der Status als Besatzungsarmee endete mit der Aufnahme der Bundesrepublik in die NATO im Jahre 1955. Zwischen Belgien und Deutschland wurde vertraglich die weitere Stationierung vereinbart. Das belgische Militär wurde in die militärischen Pläne der NATO eingebunden.

## 1956 bis 2002 (NATO-Partner)
1956 wurde in Bad Godesberg der Service belge de Liaison eingerichtet, der Kontakte und Zusammenarbeit zwischen den belgischen Streitkräften in Deutschland und deutschen militärischen und zivilen Stellen organisierte. Der Dienst verfügte über Verbindungsstellen in Soest und Arnsberg. Insgesamt entspannte sich das Verhältnis zwischen dem belgischen Militär und den offiziellen Vertretern und später auch der Bevölkerung auf deutscher Seite. Im Juni 1949 hatten belgische Truppen noch mit Schützenpanzern und aufgepflanzten Bajonetten Chemiearbeiter eingeschüchtert, die gegen die Demontage eines Werks in Bergkamen protestierten. Kurz nach dem Ende des Besatzungsstatuts wurden erstmals deutsche Regionalpolitiker als Gäste in belgische Einrichtungen eingeladen. 1958 durften Offiziere und Unteroffiziere erstmals außerhalb der Kasernen Zivil tragen, von 1971 an auch Wehrpflichtige. Von 1963 an fanden an verschiedenen Standorten Feste oder Tage der offenen Tür statt, zu denen die deutsche Bevölkerung eingeladen war. Möglicherweise dienten dabei die kanadischen Streitkräfte als Vorbild, die bereits Anfang der 1960er Jahre die deutsche Bevölkerung in Feierlichkeiten eingebunden hatten. Die populärsten Veranstaltungen der Belgier waren die Großflugtage auf dem Fliegerhorst Werl, zu denen bis zu 50.000 Zuschauer kamen. Diese Öffentlichkeitsarbeit war der Ausgangspunkt für mehrere Städte- und Vereinspartnerschaften zwischen der Region und Belgien sowie staatenübergreifende Sport- und Kulturveranstaltungen. Bis in die 1970er Jahre erhielten mehrere belgische Einheiten in ihren Garnisonsstädten das Stadtbürgerrecht. Dies war verbunden mit der Berechtigung zum Aufmarsch mit militärischem Zeremoniell außerhalb der Militärliegenschaften.
Bis 1972 erfolgten im Abstand von wenigen Jahren erhebliche Umgruppierungen und Standortverlagerungen der militärischen Einheiten. Danach blieb die Dislozierung weitgehend erhalten.
Die belgischen Streitkräfte in Deutschland umfassten 1988 noch 26.900 Soldaten, die an 165 deutschen Standorten stationiert waren und über drei Flugplätze und zwei Krankenhäuser verfügten. Zeitweilig lebten auch ca. 25.000 belgische Frauen und Kinder in Deutschland. Ende 1990 beschloss die belgische Politik, die Truppen in Deutschland auf ein Minimum zu reduzieren. Eine folgende Erhebung der nordrhein-westfälischen Landesregierung bilanzierte zu diesem Zeitpunkt 22.757 im Bundesland stationierte belgische Soldaten, 22.544 Familienangehörige und 1411 Zivilangestellte.
1996 wurde das Kommando des 1. Belgischen Armeekorps, dem auch die BSD unterstand, dem Kommando der Belgischen Interventionsstreitkräfte in Saive bei Lüttich unterstellt. 1998 war die Zahl der belgischen Soldaten in Deutschland auf ca. 2200 reduziert worden. Die Garnison von Köln war zeitweise die größte belgische Garnison im Ausland. Sie existierte bis Ende 2003.
Der Stützpunkt Camp Astrid bei Eschweiler wurde 1995 geräumt, nachdem schon der Aachener Standort, Camp Gabrielle Petit in Aachen-Hitfeld, 1992 aufgegeben wurde. Der seit 1950 von der belgischen Armee verwaltete und seit 1956 auch von anderen NATO-Truppen genutzte Truppenübungsplatz Vogelsang in der Nordeifel wurde 2005 geräumt und einer zivilen Nutzung zugeführt. Bereits 2004 wurde das Camp Altenrath in Troisdorf geräumt, welches zunächst, wie das ebenfalls geräumte Camp Spich, einer gewerblichen Nachnutzung zugeführt werden sollte. Dieses scheiterte jedoch letztlich, so dass nun das inmitten der Wahner Heide gelegene Kasernengelände  renaturiert wird. 2020 war das noch nicht abgeschlossen. Das im gleichen Zeitraum geräumte Camp Spich wurde in ein Gewerbegebiet umgewandelt.
Zu den Aufgaben der belgischen Armee zählte auch die Bewachung von Nuklearwaffen, unter anderem an den Standorten Sondermunitionslager Wahner Heide in Köln und Sondermunitionslager Stilleking in Lüdenscheid.
Bis heute existieren mehrere Garnisons- und Ehemaligenvereine, die den Kontakt zwischen den einstmals in Deutschland stationierten Einheiten und ihren Garnisonsorten aufrechterhalten. Vereinzelt blieben ehemalige belgische Soldaten und Zivilangestellte nach dem Komplettabzug der Truppen an ihren vormaligen Stationierungsorten oder in deren Umgebung wohnen.

## Territorialorganisation
Der Stationierungsraum der belgischen Streitkräfte in Deutschland erstreckte sich über den südlichen Rand der ehemaligen Britischen Besatzungszone in Nordrhein-Westfalen, dazu kamen ab 1951 aus der Amerikanischen Zone Waldeck und der Raum Kassel. Im Laufe der Jahre wurden viele belgische Soldaten und ihre Familien in den Garnisonen heimisch und bezeichneten die belgischen Standorte pauschal gern als „10. Provinz“ in Anspielung an die damals neun Provinzen des Königreichs Belgien. Unter dem Stab Etat-major Territorial FBA/Territoriale Staf BSD bestanden zwei „Sektoren“ (Ost und West) mit je drei „Untersektoren“, in die die einzelnen „Plätze“ und „Garnisonen“ zusammengefasst waren. Gliederung 1983:
- Secteur Est/Sector Oost Neheim
  - Sous-Secteur/Ondersector Arolsen
    - Place/Plaats Arolsen, Brakel, Essentho
    - Garnison/Garnizoen Korbach

  - Sous-Secteur/Ondersector Siegen
    - Place/Plaats Lüdenscheid, Siegen (1980 noch Attendorn)

  - Sous-Secteur/Ondersector Soest
    - Place/Plaats Arnsberg, Büren, Neheim, Soest, Werl
- Secteur Ouest/Sector West Köln
  - Sous-Secteur/Ondersector Düren-Grefrath (1980 Grefrath)
    - Place/Plaats Blankenheim, Düren, Goch, Grefrath, Mönchengladbach, Xanten (1980 noch Erle, Euskirchen, Grevenbroich)
    - Garnison/Garnizoen 1980 noch Kaster

  - Sous-Secteur/Ondersector Köln-Aachen (1980 Köln)
    - Place/Plaats Aachen, Köln, Vogelsang, Weiden
    - Garnison/Garnizoen Probsteierwald

  - Sous-Secteur/Ondersector Westhoven (1980 Spich)
    - Place/Plaats Dellbrück, Spich, Westhoven
    - Garnison/Garnizoen Altenrath

Der Kommandeur der 16e Div war zugleich Kommandant des Sektors Ost. Die Kommandeure der 4. und 17. Brigaden waren die Kommandanten der Untersektoren Soest und Siegen; Arolsen wurde vom Kommandeur ComRecce geführt. Der Sektor West unterstand direkt dem Kommandierenden General der FBA/BSD; der Untersektor Düren-Grefrath umfasste die Garnisonen mit Flugabwehrraketen Nike der belgischen Luftstreitkräfte (Force Aérienne/Luchtmacht). Der Sitz der Verwaltung befand sich in Spich. 1990 bestanden noch 23 Standorte, 1995 nur noch drei Standorte (Spich, Altenrath, Vogelsang), außerdem 1800 Wohnungen zwischen Siegburg, Köln und Aachen, dazu 8 Schulen und 6 Sanitätseinrichtungen.

## Das Leben der Familien in Deutschland
Belgien erlaubte bereits kurz nach Kriegsende den Nachzug der Familien der Besatzungssoldaten in das zerstörte Deutschland, zunächst nur für Offiziere und Unteroffiziere. Eine Broschüre des Ministeriums für Nationale Verteidigung von 1946 gibt eine Vorstellung, mit welchen Schwierigkeiten die Menschen konfrontiert waren. Die Armee übernahm alle wesentlichen Aufgaben bei der Installation der Familien. Sie regelte die Reise, Wohnung, Miete, Heizung, Strom und Versorgung mit Lebensmitteln. Dem Soldaten wurde je nach Dienstgrad und Familienstand eine Wohnung zugewiesen. Die Pioniere führten notwendige Instandsetzungen durch. Rationen für Brennholz und Kohle zum Heizen sowie für Lebensmittel wurden zur Verfügung gestellt. Die Armee richtete Clubs ein, stattete Läden und Kantinen aus, stellte die medizinische Versorgung sicher und übernahm die Aufgaben eines Reisebüros. Auch kümmerte sie sich um das soziale und kulturelle Leben. Die Militärgeistlichen betreuten auch die Familien, Schulen für die Grundversorgung wurden gegründet, ebenso kulturelle Vereinigungen. Theateraufführungen und Filmvorführungen, organisiert von der Organisation „Welfare“, machten das Leben angenehmer. Die Unterrichtung älterer Schüler in Sekundarschulen begann 1947 in Honnef (Name erst ab 1960 Bad Honnef); 1950 wurde im Schloss Venauen als Gymnasium das Athénée Royal Rösrath (ARR) gegründet. Nach der administrativen Sprachentrennung in Belgien wurde als eigenständiges Gymnasium in niederländischer Sprache 1965 im Schloss Bensberg das Koninklijk Atheneum Bensberg (KAB) ausgegliedert.
Ende August 1946 lebten 170 belgische Soldatenfamilien in Deutschland, 1965 belief sich ihre Zahl auf über 9000. Die Belgier nutzten zunächst im Wesentlichen deutsche Liegenschaften: für Militäreinrichtungen Kasernen der Wehrmacht, für die Besatzungsverwaltung auch zivile Verwaltungsgebäude, für die Unterbringung der Familien vielfach beschlagnahmte deutschen Zivilwohnungen. Auch Hotels, Infrastruktur, wie Sportanlagen mit dem zugehörigen Personal, oder größere landwirtschaftliche Flächen als Übungsgelände beanspruchte die belgische Besatzungsverwaltung ganz oder teilweise für sich. Im November 1946 verfügte die britische Besatzungsverwaltung die Operation Transplant, in deren Rahmen 24.000 Bewohner des Regierungsbezirks Arnsberg in den Regierungsbezirk Minden umgesiedelt werden sollten, um ihren Wohnraum für Angehörige der belgischen Streitkräfte und deren Familien zu nutzen. Aufgrund zivilen Ungehorsams und des Protests der deutschen Politik und Verwaltung wurde dieses Vorhaben jedoch nur teilweise umgesetzt und im Januar 1947 ganz fallen gelassen. Ende 1949 wurde die Frage der Beschaffung von Räumen noch einmal akut, als die Entscheidung für Bonn als Hauptstadt der Bundesrepublik die Belgier zur Aufgabe ihres dortigen Hauptquartiers zwang. Dies führte zu erneuten Beschlagnahmungen von Wohnraum in anderen Teilen des belgischen Stationierungsgebiets.
Die Beschlagnahmungen lösten bis in die 1950er Jahre hinein Konflikte zwischen Deutschen und Belgiern aus. Zunehmend setzte die Besatzungsverwaltung aber auf Neubauten für die Truppen und ihre Angehörigen, die von der deutschen Seite finanziert wurden. So erfolgten von 1951 an unter der Bezeichnung Build III, IV, V Wohnungsbauprogramme der nordrhein-westfälischen Landesregierung und der britischen Besatzungsverwaltung, von denen auch die Belgier profitierten. Diese Neubauten entschärften den Wohnungsmangel für die Besatzungsangehörigen schnell. Im Kreis Soest wurden die letzten durch Belgien beschlagnahmten Wohnungen 1956 freigegeben. Zur Unterbringung von Belgiern wurden insgesamt 2300 Wohnungen gebaut, deren Verwaltung der belgischen Organisation KTG in Köln-Weiden (mit KSR West in Köln-Ossendorf und KSR Ost in Soest) oblag. Grund und Boden blieben im Besitz der Bundesrepublik Deutschland. An den beiden Gymnasien in Rösrath (französischsprachig) und Bensberg (niederländischsprachig) sowie den 23 Schulen im belgischen Stationierungsgebiet wurden 1965 elftausend Schüler unterrichtet.
Für die medizinische Versorgung bestanden drei Militärkrankenhäuser in Aachen, Soest und Köln-Ehrenfeld. Die Organisation Cantine Militaire Centrale (CMC) war für den Betrieb der Läden in den belgischen Wohnsiedlungen verantwortlich. Auch eine eigene Postverwaltung für die FBA/BSD mit Sitz in der Caserne Klerken/Klerken Kazerne in Köln-Ossendorf bestand mit regionalen Bureaux Postales Secondaires (BPS) in den einzelnen Garnisonen.
| Standort                             | Feldpostamt                | Personalstärke | Schule                                             | Militärkaufhaus                                            |
| ------------------------------------ | -------------------------- | -------------- | -------------------------------------------------- | ---------------------------------------------------------- |
| Secteur Est                          | Sector Oost                |                |                                                    |                                                            |
| Sous-Secteur Arolsen                 | Ondersector Arolsen        |                |                                                    |                                                            |
| Arolsen                              | BPS 37                     | 1600           | 1951–1995                                          | CMC Arolsen-Waldeck                                        |
| Brakel                               |                            | 1400           | 1966–1994                                          |                                                            |
| Essentho                             |                            | 1500           | 1968–1995 (1970 auch Mittelschule)                 |                                                            |
| Sous-Secteur Siegen                  | Ondersector Siegen         |                |                                                    |                                                            |
| Siegen                               | BPS 3                      | 4650           | 1946–1995 (1975 auch Lycée)                        | CMC Hindenburgstraße                                       |
| Lüdenscheid                          | BPS 10                     | 3850           | 1946–1995 (Neubau 1975)                            | CMC Herscheider Landstraße                                 |
| Sous-Secteur Soest                   | Ondersector Soest          |                |                                                    |                                                            |
| Soest                                | BPS 1                      | 5850           | 1947–1995 (Neubau 1965, 1970 auch Atheneum)        | CMC Bruderstraße                                           |
| Arnsberg                             |                            | 1200           | 1946–1994 (1970 auch Mittelschule)                 | CMC Gartenstraße                                           |
| Büren                                |                            | 400            | 1963–1992 (Belgisch-amerikanische Garnisonsschule) |                                                            |
| Neheim                               | BPS 6                      | 1000           | 1946–1995 (Neubau 1955)                            |                                                            |
| Werl                                 |                            | 2500           | 1947–1995                                          | CMC Walpurgisstraße                                        |
| Secteur Ouest                        | Sector West                |                |                                                    |                                                            |
| Sous-Secteur Düren-Grefrath          | Ondersector Düren-Grefrath |                |                                                    |                                                            |
| Düren                                | BPS 12                     |                | 1952–1991 (1970 auch Athénée)                      | CMC Eberhard-Hoesch-Straße                                 |
| Grefrath                             | BPS 41                     |                | Kempen 1966–1991                                   |                                                            |
| Blankenheim                          |                            |                | 1968–1989                                          |                                                            |
| Euskirchen                           | BPS 11                     |                | 1946–1983                                          | CMC Neustraße                                              |
| Goch                                 |                            |                | 1961–1995                                          |                                                            |
| Mönchengladbach                      |                            |                | 1953–1995                                          |                                                            |
| Xanten                               | BPS 36                     |                | 1966–1989                                          |                                                            |
| Sous-Secteur Cologne-Aix-la-Chapelle | Ondersector Keulen-Aken    |                |                                                    |                                                            |
| Köln                                 | BPS 5                      |                | Ossendorf 1951–1995                                | CMC Eupener Straße, CMC Äußere Kanalstraße, CMC Ebertplatz |
| Aachen                               | BPS 9                      |                | 1946–1994                                          | CMC Freunder Weg, CMC Großkölner Straße                    |
| Vogelsang                            | BPS 13                     |                | 1952–2002                                          |                                                            |
| Weiden                               | BPS 7                      |                | 1947–1996 (Neubau 1955)                            | CMC Bahnstraße, CMC Eichenstraße                           |
| Sous-Secteur Westhoven               | Ondersector Westhoven      |                |                                                    |                                                            |
| Westhoven                            | BPS 4                      |                | 1962–1995                                          | CMC Urbach Siemensstraße                                   |
| Dellbrück                            |                            |                | 1948–1994 (Neubau 1950)                            | CMC Bergisch-Gladbacher Straße                             |
| Spich                                | BPS 14                     |                | Troisdorf 1965–2003                                | Zentralverwaltung CMC Troisdorf                            |
| Bensberg                             | BPS 8                      |                | Koninklijk Atheneum 1965–1997                      |                                                            |
| Rösrath                              |                            |                | Athénée Royal 1950–2003                            | CMC Friedensstraße                                         |

Die Mehrheit der belgischen Zivilangehörigen lebte in eigenen Wohnsiedlungen, jedoch gab es über die gesamte Stationierungszeit auch Offiziersfamilien, die einzelne Wohnungen oder kleinere Quartiere in zivilen deutschen Wohngegenden nutzten. Mitte der 1980er Jahre gaben in einer Befragung 35 Prozent der belgischen Offiziersfamilien an, deutschen Vereinen anzugehören und regelmäßigen Kontakt zu deutschen Freunden und Nachbarn zu haben.
Von gewisser Bedeutung für den deutsch-belgischen Kontakt waren auch illegale Geschäfte. So verkauften Belgier steuerfrei eingeführte Waren wie Zigaretten, Spirituosen, Benzin, Schallplatten und Elektrogeräte an die deutsche Bevölkerung und erlangten dabei die im Vergleich zum belgischen Franc kaufkraftstärkere D-Mark.
Der Abzug der belgischen Streitkräfte aus Deutschland wurde am 7. Juni 2002 mit einer feierlichen Zeremonie in Spich in Anwesenheit von König Albert II. und Bundespräsident Johannes Rau besiegelt. Am Abend fand ein Großer Zapfenstreich, gegeben von Verteidigungsminister Rudolf Scharping für den belgischen Verteidigungsminister André Flahaut, statt.